# Dietrich Hahne (Komponist)
Dietrich Hahne (* 10. Juni 1961 in Bielefeld) ist ein deutscher Komponist, Medienkünstler und Professor für „Komposition und Visualisierung“ an der Folkwang Universität der Künste in Essen.

## Leben
Dietrich Hahne studierte Komposition und Elektronische Komposition an der Folkwang Hochschule in Essen bei Wolfgang Hufschmidt und Dirk Reith. Es schloss sich ein Studium der Medienkunst an der Kunsthochschule für Medien in Köln u. a. bei Werner Nekes und Dominik Graf an, das er 1994 mit Diplom (mit Auszeichnung) abschloss. 1997 gründete er das A/V-Medienstudios des ICEM (Institut für Computermusik und Elektronische Medien), das er seitdem leitet. Seit 2004 ist er Professor für Komposition und Visualisierung an der Folkwang Universität der Künste.

## Werkkonzept
Ausgehend von musikalisch-kompositorischen, d. h. zeitbasierten Techniken setzt er sich – seit mehr als drei Jahrzehnten – intensiv mit „immersiven Systemen“ im performativen, audiovisuellen Projekt auseinander. Seine ästhetische Definition von AtmoSphäre lautet: Sonifizierung–Visualisierung, Medienbühne–Medienraum, KlangOrt–KlangRaum, „Panorama“, in denen die Unterscheidung Bühne – Auditorium dynamisch gestaltet bzw. aufgehoben wird. Seit 2014 beschäftigt er sich mit großformatigen FotoComputergraphiken. Hierin werden Fotos (aus Web, Video, Film) im Rechner dekonstruiert (fragmentiert) und zu extrem detailreichen neuen Kompositionen zusammengestellt. Die so entstehende „MetaNarration“ (Gleichzeitigkeit mehrerer ErzählEbenen) ist der Gleichzeitigkeit musikalischer Klangprozesse angelehnt.

## Werke (Auswahl)
- OCNAI | BOTT | OR - Ritus in drei Sätzen für Orchester (20:21, 2023/24)
- SCHATTENSOLO - Trompete, Soundtrack und 360Grad-Video / Licht (23:02, 2023)
- PTAH_objects - Pathosmechanik in vier Sätzen für grosses Orchester (38:28, 2006-08 / 2023)
- SCHATTENQUARTETT - Streichquartett, hybrides Streichquartett, Soundtrack und MCH-Video (22:48, 2022)
- 360 | 365 - Trompetenquartett und Licht, für das Visiodrom Wuppertal, 360Grad-Video / Licht (06:24, 2022)
- ODIC | ULOR | EN - Ritus in drei Sätzen für Orchester (19:38, 2021)
- BITTERMUSIC  | wo keine Götter sind walten Gespenster - Streichsextett, hybrides Streichsextett, Soundtrack und MCH-Video (19:18, 2021)
- SCHIND | BLEICHE - Video auf 15 Flächen mit Ensemble (col, sw, 52:18, 2018-2020 - mourir apprendre!)
- FENST_IANTI - Video auf 11 Flächen (für AGPL, col, sw, 24:07, 2018)
- LA DÉFENSE DE LA PEINE - Video auf 11 Flächen (für AGPL, col, sw, 21:28, 2017)
- LA FIN DU DEVOIR (DIRE LA VÉRITÉ) - Video auf 11 Flächen (col, sw, 19:53, 2017)
- Fatum palmyrum | - Vom Unbehagen der Vernunft an den Widersprüchen der Aufklärung sprechen diejenigen, die ihre Gültigkeit in Frage stellen - Pentaptychon (FotoCG, 5 × 123 cm × 185 cm, 2016)
- Die Schönheit der Welt ist | nach dem Tod Gottes | was sie vorher war | - schön bunt - (FotoCG, 125 cm × 181 cm, 2016)
- Fatum palmyrum | - Vom Widerstand der Metaphysik gegen die Zumutungen der Moderne sprechen diejenigen, die ihr Ende kaum erwarten können - Triptychon (FotoCG, 3 × 123 cm × 185 cm, 2015/16)
- Die Lehrlinge des Zauberers | Das Merisi-Fragment | und Der verstellte Raum - Diptychon (FotoCG, 2 × 123 cm × 185 cm, 2015, für Anton und Philipp)
- Zieht in die Städte, die eure Namen tragen | findet ihn da - Diptychon (FotoCG, 2 × 250 cm × 125 cm, 2015)
- Meidet die Englischen Wälder | dort ist er nicht - Triptychon (FotoCG, 155 cm × 125 cm, 230 cm × 125 cm, 155 cm × 125 cm, 2015)
- Civitas Dei | Apostasie - Triptychon (FotoCG, 3 × 125 cm × 185 cm, 2015)
- Die Wirklichkeit der Brüder K. | überlagert die Wirklichkeit - Diptychon in einem Bild (FotoCG, 364 cm × 108 cm, 2015)
- Zerbrecht den Nachen | blockiert die Querung | zerfällt ihn ! - Diptychon (FotoCG, 236 cm × 125 cm, 284 cm × 125 cm, 2015)
- Die fatale Komik | falscher Entschlüsse - Diptychon (FotoCG, 2 × 230 cm × 125 cm, 2015)
- Der hämorrhagischen Entzäumung zebaothische Konstante | und Raserei - Triptychon (FotoCG, 240 cm × 125 cm, 367 cm × 125 cm, 250 cm × 125 cm, 2014/15)
- Die Schönheit der Lüge | als autopoietisches Design von Wirklichkeit | bleibt Lüge - Diptychon (FotoCG, 150 cm × 100 cm, 160 cm × 100 cm, 2014)
- Das Englische Paradigma | Der Irdische Imperativ | und Die Folgen unserer Metaphysik - DoppelDiptychon (FotoCG, 196,5 cm × 100 cm, 144,5 cm × 100 cm, - 196,5 cm × 100 cm, 159 cm × 100 cm, 2014)
- Die Entleerung des Himmels | in den wahren Kreislauf - Diptychon (FotoCG, 2 × 178 cm × 125 cm, 2014)
- Das Lächeln der Engel | über den Sturz ihresgleichen - Diptychon (FotoCG, 2 × 245 cm × 125 cm, 2014)
- LUX AETERNA - 9CH-VideoKontrafaktur (Musik: Györgi Ligeti, 2013)
- FEMBOT - 13CH-VideoKontrafaktur (Musik: Ludger Brümmer, 2012)
- ATTRACTOR - 11CH-VideoKontrafaktur (Musik: Magnus Lindberg, 2012)
- METANOIA - für Klarinette, Harfe, Soundtrack und Video auf 3 Flächen (für Gerhard Hahne †, 2011/12)
- MESSIAEN_PICT/DEPICT - Entwicklung eines abendfüllenden transdisziplinären Projekts für die Philharmonie Essen (UA 4. Juni 2011)
- GEISTER - 3+2CH-Audio/Video-Installation (2010)
- VOLATILE:ION - 4*4CH-Audio/Video-Installation (2010)
- 1. EXZENTRIK - Video auf 10 Flächen (2010)
- 2. EXZENTRIK - für 2 Klaviere, 2 Schlagzeuger, Soundtrack und Video auf 10 Flächen (2009/10)
- VIER VIER-MINUTEN-VARIATIONEN FÜR VIER SEITEN EINES QUADERS VON KAZUYO SEJIMA UND RYUE NISHIZAWA 4CH-Video-Außen-Installation für den SANAA Kubus Zollverein (2009)
- QUAD CUBES - 4CH-VideoInstallation für die Mischanlage, Zeche Zollverein (2009)
- WRITINGS - für Klavierquartett, elektronische Klänge und Video auf 4 Flächen (nach einem Text von B. Groys in der Handschrift von D. Schenk-Güllich, 2008/09)
- IMAGE QUI NOUS REMET EN IDÉE ET EN LA MÉMOIRE OBJETS ABSENTS - 6CH (bis 30CH)-Videoinstallation für den barocken Innenhof der Folkwang Hochschule (2007)
- CARBONIZED - 12CH-Audio- / 10CH-VideoInstallation für Ebene 12 der Kohlenwäsche, Zeche Zollverein, (seit 2010 Ruhr Museum, Audio: Th. Neuhaus, 2007)
- PAINTINGS - für Blockflöten, Klavier, elektronische Klänge und Video auf 2 Flächen (nach Graphiken von L. Andriessen, 2006/07)
- SERENADE - für Alt/Bassflöte, Violine, Viola und Video auf 3 Flächen (2003/06)
- MOON.AMERICAN.FLOYD. - Video auf 9 Flächen (2005)
- 6079, SMITH W. - transmediale Komposition für mechanisches MIDI-Klavier, 4 Klarinetten, Violine Solo, Soundtrack und Video auf 5 Flächen (2005/07)
- OUTOFTHECAR - transmediale Komposition für mechanisches MIDI-Klavier, SchlagzeugQuartett, Soundtrack und Video auf 3 Flächen (2004/05)
- AUCH GEORGIEN LIEGT AM MEER - transmediale Bühne und choreographierter Raum für 8 Tänzer (für SA, 2003)
- NUT - Klaviertrio, Tonband und computergeneriertes Licht (2002)

## Auszeichnungen
- Folkwangpreis 1988
- Postgraduiertenstipendium der Folkwang Hochschule 1989–91
- Kompositionspreis im Bundeshochschulwettbewerb 1990
- Stipendium der Kunststiftung NRW 1992–94
- Projektförderung durch die Filmstiftung NRW für Der Abtrünnige 1992–94
- 1. Preis im Kompositionswettbewerb des Sinfonieorchesters Villingen-Schwenningen 1995
- Arbeitsstipendium des Landes NRW 2002